# Pontificia accademia dell'Immacolata
La Pontificia Accademia dell'Immacolata fu un'istituzione collegata con la Santa Sede. La sua missione specifica consisteva nella promozione e nel coordinamento degli studi miranti all'approfondimento del dogma mariano dell'Immacolata Concezione e nella promozione di iniziative pastorali ispirate a tale verità di fede.

## Storia

### Fondazione
La fondazione della Pontificia Accademia dell'Immacolata risale al 1835 come circolo giovanile di studio e di pietà nel quale furono coinvolti inizialmente gli studenti del Pontificio Seminario Romano Maggiore e della Pontificia Università Gregoriana, ai quali si propose di stimolare l'esercizio e il perfezionamento nelle scienze e nel cammino di perfezione cristiana, secondo il motto di san Luigi Maria Grignion de Montfort Totus tuus (riproposto da Giovanni Paolo II un secolo e mezzo dopo), vivendo la sequela Christi ad Iesum per Mariam. Ad esso aderirono ben presto numerosi studiosi e personalità ecclesiastiche e venne approvato dalla congregazione degli studi il 7 luglio 1847 come “Accademia di scienze, lettere e arti dell'Immacolata Concezione di Maria Vergine” dotata di statuti propri e di una sede presso il convento dei frati minori conventuali della basilica dei Santi XII Apostoli a Roma. L'8 dicembre 1864 l'accademia fu dichiarata Pontificia e papa Pio IX ne volle diventare membro. Insieme a lui, negli anni seguenti, si iscrissero all'Albo degli Accademici molti cardinali, sacerdoti, religiosi e laici. Alla consolidata attività accademica sviluppata tra fine XIX e primi decenni del XX secolo, nel 1938 si aggiunse anche la tradizione dell'omaggio floreale alla statua dell'Immacolata posta in piazza di Spagna a Roma che tutti i papi, a partire da papa Giovanni XXIII nel 1958, hanno mantenuto.

### Revisione degli statuti
L'8 dicembre 1988 papa Giovanni Paolo II approvò i nuovi statuti che ridefinirono la natura, le finalità, la struttura e gli organi dell'Accademia che intende promuovere e coordinare gli «studi miranti all'approfondimento del dogma mariano dell'Immacolata Concezione» e sostenere «iniziative pastorali ispirate alla summenzionata verità di fede». Nominò, in esecuzione di essi, il presidente, i vice-presidenti, il delegato per la consulta giovanile ed i segretari, fissando la sede nello Stato della Città del Vaticano mentre la sede della segreteria venne stabilita presso il pontificio Ateneo Seraphicum dell'ordine dei frati minori conventuali.
Il 5 gennaio 1990 papa Giovanni Paolo II ricevette in udienza privata i membri della presidenza dell'Accademia. Nel corso di questo incontro, il primo in forma ufficiale dopo il rinnovo degli statuti, il papa definì il dogma dell'Immacolata Concezione come «sintesi della dottrina cristiana», evidenziando il valore della devozione all'Immacolata con la quale «si annunzia la realtà della fede cristiana e si edificano le coscienze sulla solida roccia della Rivelazione», e indicò a tutti i membri dell'Accademia la figura di san Massimiliano Maria Kolbe e il suo legame all'Immacolata come programma di vita e di azione. Il principio kolbiano di imparare dall'Immacolata e consacrarsi a Lei fino ad «essere Ella stessa vivente, parlante e operante in questo mondo», citato dal Santo Padre nel corso dell'udienza, ripropose l'auspicio più volte espresso dal pontefice, in maniera speciale nell'enciclica Redemptoris Mater, che la presenza di Maria potesse assumere una sempre maggiore rilevanza storica per la vita della Chiesa.
Negli anni seguenti l'attività della Pontificia Accademia dell'Immacolata si sviluppò nel settore degli studi, dell'approfondimento teologico e della cultura mariana richiesti dagli statuti per opera dei frati minori conventuali e del Pontificio Ateneo Seraphicum, mentre la consulta giovanile seguiva il nascere di vocazioni al sacerdozio e alla vita consacrata di numerosi giovani aderenti.
A partire dal 1992 ogni iniziativa promossa e svolta dall'Accademia venne documentata da una relazione pubblicata sull'annuario pontificio.
Il 25 marzo 1994 il papa ricevette in udienza privata i membri dell'Accademia, ricordando innanzitutto che «il dogma dell'Immacolata Concezione ripropone all'uomo del nostro tempo l'ideale di umanità previsto nel piano di Dio. Per questo è necessario che tale dogma venga sempre ulteriormente approfondito nei suoi aspetti biblici, spirituali e culturali, per essere poi annunciato all'uomo contemporaneo mediante iniziative pastorali appropriate». Esso inoltre, proseguiva Giovanni Paolo II, è «testimoniato nella storia della Chiesa da una lunga tradizione» nella quale si dovrà quindi inserire l'ulteriore impegno e attività della rinnovata Accademia. In tale circostanza il cardinale presidente presentò al pontefice gli sviluppi più recenti della vita dell'Accademia: il consolidamento del cammino vocazionale intrapreso da alcuni giovani e l'attività svolta presso i santuari mariani in collaborazione con le autorità ecclesiastiche locali.
Proprio a supporto di tale opera nel 1995 venne inserita un'importante modifica nello statuto secondo la quale la Pontificia Accademia dell'Immacolata poteva svolgere una propria attività pastorale attraverso l'Associazione “Completamente Tuoi”, approvata dalla diocesi di Roma con decreto del 19 gennaio 1993.
Nel corso degli anni l'Accademia dell'Immacolata assunse e mantenne un carattere prettamente mariano con conferenze, dissertazioni e collaborazione con chiese, santuari ed istituzioni ecclesiastiche dedicati specialmente all'Immacolata.  Essa intendeva incoraggiare gli studiosi di mariologia, specialmente giovani, all'approfondimento della cultura mariana e ad una più diffusa ispirazione spirituale e pastorale del culto mariano nelle varie espressioni della cultura religiosa (letteratura, arte, pellegrinaggi, esercizi spirituali).

### Soppressione
Il 4 dicembre 2012, con rescritto di papa Benedetto XVI, la persona giuridica canonica e civile "Pontificia Accademia dell'Immacolata" è stata unita alla Pontificia accademia mariana internazionale ed i suoi beni, salvo diversa volontà dei donatori, sono passati alla Santa Sede, a norma di statuto.

## Presidenti
- Andrzej Maria Deskur (24 gennaio 1987 - 3 settembre 2011; deceduto)